# NOCTURNAL BLOODLUST
NOCTURNAL BLOODLUST（ノクターナル・ブラッドラスト）は、日本の5人組ヴィジュアル系デスコア/メタルコアバンド。略称はノクブラ。

## 概要
バンド名の直訳は「月夜の血飛沫」。エクストリーム・ミュージックを基盤としたエンターテインメント・バンドである。メタルコアやラウドロックなどをベースに様々な音楽的要素を織り交ぜた「エクストリーム」と称したジャンルを提唱して活動しており、8種類のシャウトを使い分けるボーカルワークや高い演奏力、終末的な世界観の楽曲などが特徴。結成初期は非ヴィジュアル系のバンドとして活動していた。

## メンバー
- Vocal：尋（ひろ） 11月28日生まれ。血液型O型。
兄の影響でコーンやリンプ・ビズキット、システム・オブ・ア・ダウンを聴くようになり、洋楽ファンになる[7]。その後、英語を学ぶため海外の大学に留学[7]。バンド自体は10代の頃に始め、最初はミクスチャー系であったが、すぐにスクリーモへ転向、そこでシャウトを使用するようになり、海外に渡って聴いたラム・オブ・ゴッドに影響を受け、デスコアやメタルを歌うようになった[5]。「NOCTURNAL BLOODLUST」というバンド名は、尋が海外に留学していた頃にやっていたバンド名をそのまま使用している[7]。
- Bass：Masa 4月2日生まれ。血液型B型。
中学から高校2年までアメリカに住んでおり、その頃にMTVで見たリンキン・パークやコーンなどのヘヴィロックやミクスチャー系に惹かれていった[7]。それを期に音楽に目覚め、たまたま友人が持っていたベースを借りて弾くようになったのが楽器を始めるきっかけであったとしている[5]。X JAPANのファンで高校生の頃「紅」のギターソロをベースで弾きまくっていたとのこと。
- Drums：Natsu 7月31日生まれ。血液型A型。
父親の影響で、小さい頃からビートルズを耳にしてきたことでバンドサウンドに惹かれるようになり、父親の勧めでドラムを始める[7]。メタル寄りのヴィジュアル系バンドを好んで聴いていたが、当時は音楽のジャンルがわからなかったため、調べた結果メタルに行き着く[5]。影響を受けたドラマーとしてモトリー・クルーのトミー・リー、スリップノットのジョーイ・ジョーディソンなどを挙げている[5]。2018年以降は、HYDE（L'Arc〜en〜Ciel）のソロライブのサポートも行っていた。
- Guitar：Yu-taro ex.FEAR FROM THE HATE
A Ghost of Flareでも活動中のギタリスト。NOCTURNAL BLOODLUSTのメンバーとは10年以上の付き合いだという[8]。ギターは高校2年から初め、元々メタルを好んでいたが、横山健のファンということもあり、初めて組んだバンドはHi-STANDARDのコピーバンド[8]。海外のバンドではチルドレン・オブ・ボドムを好み、その後メタルコアを知り、20歳くらいからはそういったタイプのバンドを組んでいた[8]。
- Guitar：Valtz
ケミカルピクチャーズ → (the Distorted my stratic Faith) → aim(Schwarz) → GALEYD(Meku)→ KAMIJO(サポート)→ノクブラ(Valtz）[要出典]
幼稚園の頃からバイオリンを弾くようになり、中学生くらいの時期にX JAPANがきっかけでギターを始め、そこからはメタルへ傾倒[8]。ギターヒーロー全般を聴き、ドリーム・シアターを筆頭にプログレッシブ・メタルも好むようになり、さらにメタルコアも聴くようになった[8]。

### 元メンバー
- Guitar：Junpei
- Guitar：Cazqui 2月17日生まれ。血液型B型。
NOCTURNAL BLOODLUSTのメインコンポーザーを担当していた。家族が洋楽好きだったこともあり、エリック・クラプトンのギターを聴いたことがきっかけでエレキギターを始め、そこからギターサウンドの主張の強いHR/HMに傾倒していくようになり、7弦ギターを使用したプレイスタイルとなる[7]。メタル以外ではJ-ROCKやJ-POPも好んで聴いていた[5]。7弦ギターを持つきっかけはMUCCの楽曲「遺書」であり、イベントではMUCCメンバーと共に演奏をしている。また、リアルタイムでDEATHGAZEのアルバム『genocide and mass marder』を聴いたときからヴィジュアル系とラウドロックの境界線は無いと思っていると語っている。以前所属していた事務所の方針により、ハードコアシーンからヴィジュアルシーンに移ったということを大々的に打ち出していたが、元々はヴィジュアル系ギタリストとしてMasaと共に目黒鹿鳴館などのステージに立っていた。
17歳の時に甲状腺機能亢進症のため、同バンド結成前に甲状腺を全摘出していた[9]。
2018年12月16日脱退、コータ（ex.快進のICHIGEKI）、SHINGO☆（SEX MACHINEGUNS）、FUMIYA（Unlucky Morpheus）を迎え、新バンド「猫曼珠-nekomanju-」を結成[10]。
- Guitar：Daichi 3月15日生まれ。血液型O型。ex.World in the Silence
中学の頃にギターをやっていた同級生の影響で、アーチ・エネミーやスリップノットを聴くようになる[7]。一方で女性ボーカリストが歌う繊細な音楽も好みであるとしている[7]。
- Guitar：Lin
abstractsのギタリスト。abstractsが無期限活動休止状態に入る数日前の2019年4月17日に加入。復活ライヴの2日前の8月1日に大麻取締法違反で逮捕された。その後9月9日に脱退を発表。彼の逮捕によって復活ライヴは中止になったため、結果的に一度もステージに立つこと無くバンドを去る形となった。
- Drums：田浦楽 12月31日生まれ。血液型AB型。
詳細は本人の項目を参照

## 略歴
2009年9月、結成。デスコアバンドとして活動を開始。
2011年、ギターのJunpei、ドラムスのGakuが脱退。
2011年6月、ドラムスのNatsuが加入、その後ヴィジュアル系バンドへ転向。
2012年2月、1stミニアルバム『Ivy』をリリース。
2012年5月、1stシングル「Bury me」をBELINE RECORDSよりリリース。
2012年9月、池袋EDGEで初のワンマンライブを開催し、2ndシングル「Last relapase」をリリース。
2013年1月、レコードレーベルがIRIS & CRISISに変わり、同月に新メンバーでギターのDaichiが加入。
2013年5月、1stアルバム『GRIMOIRE』をリリース。
2013年10月、2ndミニアルバム『OMEGA』をリリース。
2014年3月、1stDVD『GEARS OF OMEGA』をリリース。
2014年3～5月、シングル3作品「Strike in fact」、「DESPERATE」、「Libra」を連続リリース、それぞれオリコンの週間インディーズチャートでトップ10にランクイン。
2014年12月、2ndアルバム『THE OMNIGOD』をリリース。
2015年2月、girugamesh、BULL ZEICHEN 88、HER NAME IN BLOODをゲストに迎えた自主企画を開催。
2015年6月、6thシングル「PROVIDENCE」をリリースし、赤坂BLITZにてワンマンライブを開催。
2015年9月、2ndDVD『銃創 AT '15 AKASAKA BLITZ』をリリース。
2015年9～11月、全国13都市でワンマンツアーを開催（ツアーファイナル・TSUTAYA O-EAST）。
2016年4月、3rdミニアルバム『ZēTēS』(ゼテス)をリリース。オリコン週間チャートでは23位を記録し、初のトップ30入りを果たす。
2016年5月、東名阪ワンマンツアーを開催（ツアーファイナル・EXシアター六本木）し、中国・上海でもワンマンライブを開催。
2016年6月、「スクリーム・アウト・フェスト 2016」に出演。
2016年8月、幕張メッセにて10月の14～16日の3日間にわたって行われた、「VISUAL JAPAN SUMMIT 2016」に出演(10月14日)。
2017年3月、自身初となるベストアルバム『THE BEST '09-'17』をリリース。3月20日付での週間チャートでは、初週で2,834枚を売り上げ、28位を記録。前作『ZēTēS』以来、2作連続でのトップ30入りを果たした。
2018年10月、2018年をもってCazquiとDaichiが脱退することが発表され、同年12月16日の渋谷STREAM HALLでの公演を以って脱退。
2018年12月、27日に開催の「JACK IN THE BOX 2018 ～LAST BUDOKAN～」への出演が決定。ギタリストにミヤ、DAIKI、Ryutaroを迎え入れての出演となった。
2019年4月17日、abstractsのギタリストLinを迎えた4人体制での再始動を発表。
2019年7月24日、新体制となって初のミニアルバム『UNLEASH』を発売。
2019年9月9日、Lin脱退。11月にはそれに伴い新メンバーをオーディションで募集した。
2020年5月28日、活動再開。それに伴い、新曲「Life is Once」のティザー映像も公開、同月29日よりiTunes、Apple Musicにて先行配信、6月8日にはそれ以外の配信サイト、ハイレゾ、サブスクリプションでもリリースされた。
2020年7月27日、配信シングルの2ヶ月連続リリースを発表。その第1弾となる「ONLY HUMAN」、8月27日にはその第2弾として「Reviver」をリリース、同2曲のリリック・ビデオも公開。
2020年9月7日、Instagramにて公式アカウントを開設。
2020年10月19日、新たに加入したギタリスト2名を発表。また、同年12月にミニアルバム『The Wasteland』をリリース、同月中旬には初の配信ライブが開催されることに加え、2021年2月に有観客ライブの実施も決定。

## ディスコグラフィー

### 参加作品
| 発売日        | タイトル                  | 規格品番 | 収録曲             |
| ------------- | ------------------------- | -------- | ------------------ |
| 2011年5月28日 | A Wish To End The Tragedy | GR-14    | A Day to Re:member |

## 主なライブ

### ワンマンライブ・主催イベント
- 2013年 - NOCTURNAL BLOODLUST presents 7都市主催TOUR 『ART OF AGGRESSION』
- 2014年 - NOCTURNAL BLOODLUST Presents "5DAYS OF JEHAD"
- 2014年 - 4作連続リリース連動特典施策スペシャル抽選LIVE
- 2014年11月08日〜12月19日 - 8大都市 ONEMAN TOUR '14 「THE IMPERIAL RULER」
- 2015年02月14日 - NOCTURNAL BLOODLUST Presents 「TERRANIGMA」
- 2015年05月03日 - NOCTURNAL BLOODLUST 「NCBL Mobile 会員限定 LIVE」
- 2015年06月20日 - NOCTURNAL BLOODLUST presents 銃創
- 2015年09月12日〜11月03日 - NOCTURNAL BLOODLUST presents 13都市 ONEMAN TOUR 『THE ORIGIN』
- 2015年12月25日 - NCBL会員限定ONEMAN LIVE『Merry Fxxkin' Xmas.』
- 2015年12月31日 - COUNT DOWN ONEMAN LIVE 『HAPPY HELL YEAR!! 2015-16』
- 2016年01月16日 - 『2015.6.20赤坂BLITZ銃創』ライブDVD購入特典
- 2016年02月28日 - 4/20発売「ZēTēS」対象 ミニライブ&握手会
- 2016年03月20日〜05月22日 - NOCTURNAL BLOODLUST presents 東名阪ONE MAN TOUR "VANADIS"
- 2016年07月15日〜07月26日 - NOCTURNAL BLOODLUST　2016 EUROPE TOUR “DEIMOS”
- 2016年09月03日〜12月31日 - NOCTURNAL BLOODLUST presents 全国ONEMAN TOUR "DEIMOS"
- 2017年04月01日 - NOCTURNAL BLOODLUST presents 全国ONEMAN TOUR "DEIMOS" FINAL